# Svätá Mária
Svätá Mária és un poble i municipi d'Eslovàquia. Es troba a la regió de Košice, a l'est del país.

## Història
La primera referència escrita de la vila data del 1261.

## Demografia
| Godina             | 1994 | 2004   | 2014   | 2024    |
| ------------------ | ---- | ------ | ------ | ------- |
| Nombre de persones | 585  | 618    | 572    | 502     |
| Diferència         |      | +5,64% | −7,44% | −12,23% |

| Godina             | 2023 | 2024   |
| ------------------ | ---- | ------ |
| Nombre de persones | 509  | 502    |
| Diferència         |      | −1,37% |